# Alice Duer Miller

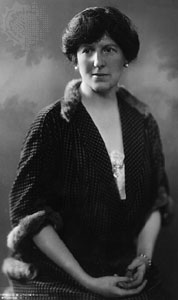
Miller, cerca de 1920.

Alice Duer Miller (Nova Iorque, 28 de julho de 1874 – Nova Iorque, 22 de agosto de 1942) foi uma escritora e poeta norte-americana.